# 7-ма авіапольова дивізія (Третій Рейх)
7-ма авіапольова дивізія (Третій Рейх) (нім. Luftwaffen Feld Division 7) — піхотна дивізія Вермахту зі складу військово-повітряних сил, що діяла як звичайна піхота за часів Другої світової війни.

## Історія
7-ма авіапольова дивізія була сформована 26 вересня 1942 року на основі 43-го авіаційного полку Люфтваффе (нім. Flieger-Regiment 43) на навчальному центрі Гросс Борн (нім. Truppenübungsplatz Groß-Born) у 3-му та 4-му командуваннях Люфтваффе (нім. Luftgaue III und IV) й у листопаді 1942 року передана до складу армійської групи генерала від інфантерії К.-А. Голлідта групи армій «Дон». З 12 грудня 1942 року дивізія взяла активну участь у боях у закруті Дону, де зазнала величезних втрат у районі Морозовської, Альошкин, Красна Звєзда. У травні 1943 року через некомплект людьми була розформована, особовий склад та техніка передані на доукомплектування 15-ї авіапольової дивізії Люфтваффе.

## Райони бойових дій
- Німеччина (вересень — листопад 1942)
- СРСР (південний напрямок) (Сталінград) (листопад 1942 — травень 1943)

## Командування

### Командири
- Генерал-майор барон Вольф фон Бідерманн (нім. Wolf Freiherr von Biedermann) (9 жовтня — 28 листопада 1942)
- Оберст Август Клессманн (нім. August Kleßmann) (28 листопада 1942 — 3 січня 1943)
- Оберст Віллібальд Шпанг (нім. Willibald Spang) (3 січня — лютий 1943)

### Підпорядкованість
| Час      | Корпус      | Армія                     | Група армій (округ)   | Штаб        |
| -------- | ----------- | ------------------------- | --------------------- | ----------- |
| 1942     |             |                           |                       |             |
| листопад | —           | Армійська група «Голлідт» | Група армій «Дон»     | Закрут Дона |
| 1943     |             |                           |                       |             |
| січень   | Корпус Мита | Армійська група «Голлідт» | Група армій «Дон»     | Закрут Дона |
| березень | —           | —                         | Група армій «Південь» | Міус        |

### Склад
| Листопад 1942                   |
| ------------------------------- |
| 17-й єгерський полк Люфтваффе   |
| 18-й єгерський полк Люфтваффе   |
| велосипедна рота                |
| артилерійський дивізіон         |
| протитанковий батальйон         |
| інженерна рота                  |
| зенітна батарея                 |
| розвідувальна рота зв'язку      |
| дивізійне управління постачання |